# استشراب غازي
 الاستشراب الغازي أو  الكروماتوغرافيا الغازية (GC) أو التفريق اللوني الغازي أحد أنواع الاستشراب وهي وسيلة في الكيمياء التحليلية لفصل[ ؟ ] وتحليل[ ؟ ] تركيبة المواد التي لها خاصية التطاير أي يمكن أن تتبخر بدون أن تتحلل، مثل المواد العضوية. والاستشراب الغازي ما هو إلا وسيلة تتيح فصل مواد بعضها عن بعض، ثم يتلو ذلك قياس نسب مكونات تلك المواد المفصولة ومعرفة تركيبتها، وذلك يكون غالبا عبر أي نوع من أنواع الكواشف[ ؟ ]، المعروفة مثال لذلك كاشف الناقلية الحراري TCD أو كاشف التشرد باللهب FID أو غيرها.
في الكروماتوغرافيا الغازية، الطور المتحرك أو ("الطور المتنقل") هو الناقل للغاز، عادة يكون غاز خامل مثل الهيليوم أو غاز غير نشط مثل النيتروجين. و الطور الثابت هو عبارة عن طبقة مجهرية من السائل أو بوليمر. و الطور الثابت  هو عبارة عن طبقة مجهرية من الغاز السائل أو يكون غاز بوليمر على دعامة صلبة خاملة داخل أنابيب قطعة من الزجاج أو يكون غاز على معدن ويسمى عمود (بمثابة تكوين عمود التجزئة الغازية المستخدم في التقطير). المركبات الغازية التي يجري تحليلها تتفاعل مع جدران العمود والتي هي مطلية بطبقة الطور الثابت. هذا يؤدي إلى ان كل مركب يشطف أو له زمن أزالة في وقت مختلف، والمعروف باسم  وقت الاستبقاء  للمركب. مقارنة بالطرق التحليلية المختلفة نجد ان وقت الاحتفاظ retention time هو ما يعطي GC الفائدة التحليلية. ويطلق على الجهاز المستخدم لكروماتوغرافيا الغاز.

## التاريخ
ظهور الكروماتوغرافيا في عام 1903 من عمل العالم الروسي، (ميخائيل سيمينوفيتش) Mikhail Semenovich Tswett, وهو طالب دراسات عليا ألماني.فريتز بيرير Fritz Prior طور في الكروماتوغرافيا الغازية الصلبة المملوكة للدولة في عام 1947. آرتشر جون بورتر مارتن، حصل على جائزة نوبل لعمله في تطوير كروماتوغرافيا سائل - سائل (1941) وكروماتوغرافيا الورق (1944) اوالاستشراب الورقي، والتي وضعت الأساس لتطوير الكروماتوغرافيا الغازية وأنتج في وقت لاحق الكروماتوغرافيا الغازية السائلة عام (1950). اريكا كريمر Erika Cremer وضع الأساس، وأشرف على الكثير من الأعمال قبل ذلك.
يستخدم الكيميائيون هذه الطريقة[ ؟ ] لفصل مزيج من الغازات، وفيها يتم تبخير العينة المراد تحليلها، وتنقل محمولة بدفق من تيار غاز خامل، كالهيليوم مثلاً، عبر أنبوب يحوي جامد حُبيبي، حيث تسري مكونات العينة الغازية عبر حبيبات الجامد بسرعات متباينة فيجري ادمصاص لبعض أجزاء هذا المزيح الغازي على سطح الحبيبات، بينما تستمر مكونات العينة الأقل ادمصاصاً في التدفق عبر الجامد حتى تصل نهاية الأنبوب.
بعض الأجزاء الغازية التي انفصلت من العينة يمكن إدخالها إلى مطياف كتلي للتعرف على نوع الغازات المكونة للناتج من عملية الاستشراب الغازي.

## التحليل بالكروماتوغرافيا الغازية

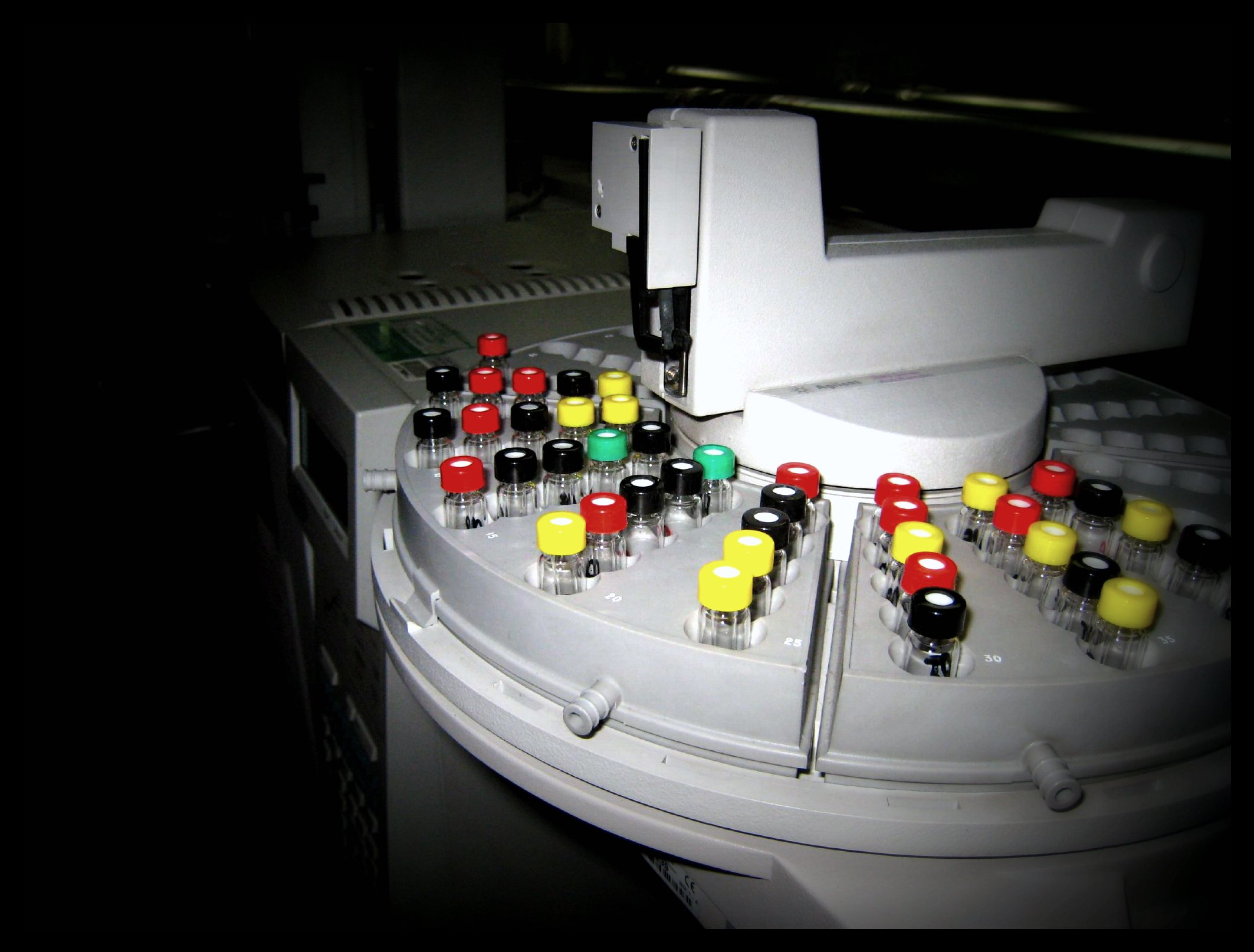
كروماتوغرافيا الغاز آحذ العينات الاوتوماتيكى

تتيح فصل وكشف[ ؟ ] المركبات العضوية القابلة للتطاير ومزيج غازي من مركبات لاعضوية مختلفة.وهي تعتبر تقنية مفيدة اكتشفت أول مرة عام 1940م حيث أدخلت فيما بعد كأداة أولية استخدمت في مخابر عديدة.وهي قدمت تطور تقني واضح في مجال الالكترونيات والنظم المؤتمتة وتملك تقنية العامود إنتاج اقل وحدود كشف اقل وتحديد أدق للمواد من خلال التباين وتقنيات التحديد النوعي المميز.
تقنية الكروماتوغرافيا الغازية هامة جدا حيث استخدمت في معظم الصناعات:-
البيئية، والصيدلانية، والبترول، والكيمائية، والطبية، وعلم الأطعمة، ومجالات أخرى متعددة.
- اختبار نقاوة[ ؟ ] مادة معينة،
- فصل[ ؟ ] مكون[ ؟ ]ات خليط
- قياس[ ؟ ] نسبة[ ؟ ] كل مكون[ ؟ ] من مكونات خليط
- التعرف على مركب[ ؟ ] ما.

## المكونات الطبيعية

رسم تخطيطي لكروماتوغرافيا الغاز.

### آخذ العينات التلقائي
ويقدم أخذ العينات التلقائي وسائل لإدخال العينة تلقائيا إلى المداخل. يمكن ان يحدث الإدخال اليدوي للعينة ولكن لم يعد شائعا. يوفر الإدخال التلقائي تكرارية أفضل ووقت أمثل. حيث تدخل العينة بحجم ثابت في كل مرة. يتم حقن العينات السائلة بحقنة تمنع تسرب الغازات، بينما يتم حقن العينات الغازية بواسطة صمامات حقن آلي.
توجد أنواع مختلفة من آخذات العينات التلقائية.

## آلية عمل الكروماتوغرافيا الغازية
يتضمن الGC التجزئة في انحلالية الغازات بين غاز الطور المتحرك الحامل الداخل والطور الصلب الساكن السائل. أهم أجزاء مكونات الكروماتوغرافيا الغازية هي:
- الغازات
- وحجرة الحقن
- العامود
- الكاشف
- نظام كسب البيانات وهو مؤلف من مقياس إلكترونيوجهاز مكاملة.

### الغازات
- إن الجزء الهام الأول في الكروماتوغرافيا الغازية هو الغاز الحامل. والغاز الحامل قد يكون الهليوم والازوت، الهايدروجين، مزيج من الارغون[ ؟ ] والميثان.
- وظيفة الغاز الحامل حمل العينة خلال النظام.يعتمد الاختيار الأول للغاز الحامل على خصوصية التطبيق ونوع الكاشف المستخدم.ويكون الهليوم واحد من أكثر الغازات المستخدمة شيوعا. يمكن أن تتضمن الغازات المضافة هايدروجين وهواء والتي تكون مترافقة مع الكواشف[ ؟ ] معين يكون مستخدم في الكروماتوغرافيا الغازية على سبيل المثال كاشف التشرد باللهب يتطلب لهب وهايدروجين وهواء مساعد على الاحتراق.

الغازات عموما مزودة بواسطة اسطوانة[ ؟ ] غاز مضغوط.ولكن مولدات الغاز يكون لها حرية اختيار مصدر الغاز. يجب الأخذ بعين الاعتبار نقاوة الغاز عند الحصول على اسطوانة[ ؟ ] الغاز، ويجب الأخذ بعين الاعتبار حساسية وانتقائية الكاشف لدى تحديد مستويات النقاوة الموافقة (انتقائية أعلى نقاوة أعلى). التصنيف في المنظمات، أنابيب معدنية، وصلات تكون مستخدمة كسطوح للغازات في الكروماتوغرافيا الغازية. من المفيد التذكير إن مصايد الرطوبة يمكن استخدامها لتقليل إسهام الملوثات من مصادر الغاز. يتضمن نموذج اسطوانات الغاز المضغوط ضغط بين 250 و2500 باسكال. ولكن الضغط المألوف في العمل بالكروماتوغرافيا الغازية ضمن مجال من 20 إلى 100 باسكال.

### منفذ الحقن وإدخال العينات
- يكون الجزء[ ؟ ] الهام الأخر في الكروماتوغرافيا الغازية منفذ[ ؟ ] الحقن أو مدخل الGC. وظيفة المدخل تقديم العينة داخل مجرى الغاز الحامل. تكون أنواع مختلفة من تقنيات تقديم العينات والمداخل متاحة.النوع الأكثر شيوعا في التحليل هو حقن من 1 ال3 مكرولتر من العينة السائلة داخل المدخل الساخن. تتم عملية الحقن يدويا أو بواسطة أداة حقن آلية وهي تستطيع انجاز عدد ملائم من العينات. يصمم منفذ الحقن من سطح بيني مع العامود المحشو أو الشعري. يسمح منفذ الحقن المحشوة بإدخال حجم من العينة المحقونة داخل العامود الشعري ذو السعة العالية (المعروفة شيوعا بأعمدة ميغابور TM من اجل التحليل[ ؟ ]. في الأونة الأخيرة زاد استخدام الأعمدة الشعرية.

صمم هذا التقسيم ليسمح فقط لجزء صغير من الحجم المحقون من العينة للدخول داخل الأنبوب الشعري والذي يملك سعة عينة محدودة. لذلك يسمح لجزء من العينة المحقونة بالدخول إلى العامود والعينة الباقية تخرج أو تقسم بنفس الطريقة. يكون مجمل تدفق الغاز الحامل داخل المدخل مقسم إلى ثلاث أجزاء والتي تمرر خلال منفذ الحقن. التدفق الصغير من 1 ال 3 ملي/دقيقة تمرر مقطع سدادة المواجهة في وضع يجرف الملوثات بعيدا للغازات المتشربة على السدادة. ذلك النزف من السدادة يكون خارجا خلال مخرج تنظيف السدادة.بعض من التدفق الكلي داخل المدخل يمر للأسفل خلال مركز منفذ الحقن والتقسيم يحدث بواسطة السبل البديلة في الأسفل من المدخل. مرور التدفق الصغير أسفل داخل العامود والجسم المنتقل خلال تدفق المخرج. عندما تكون العينات محقونة بعض العينات تبقى داخل العامود من اجل التحليل والبعض الأخر يخرج بواسطة تقسيم المخرج. يكون ضبط صمام التنظيف مستخدما مباشرتا مع التدفق الخارج من منفذ الحقن خلال تقسيم المخرج. تكون التكرارية الكمية هامة وذلك بالنسبة لعينات تحليل[ ؟ ] تكون معروفة. ولهذا أحد الحساب لنسبة التقسيم المستخدم بالشكل التالي:
| نسبة التجزئة = (تدفق المنفذ المجزأ + تدفق العامود)/ تدفق العامود |

| نسبة التقسيم محسوبة لذلك (50+1)/1 أو 51:1. |

مجال أحجام نسبة التقسيم النموذجي من 50:1 إلى 400:1 ويعتمد هذا المجال على قطر العامود المستخدم. العامود الأكثر ضيقا هو العامود الذي يملك عدد أدنى من العينات الو ساطية، ولذلك نسبة التجزئة العليا تستخدم في حالة العامود الحامل.
كذلك تستطيع تجزئة منافذ الحقن العديدة أن تؤثر في نموذج عدم التجزئة. تكون العينة محتفظة داخل العامود في بعض نماذج عدم التجزئة. تكون تلك التقنية مناسبة من اجل قيم التراكيز الصغيرة من مرتبة الأثر للعينات. تكون تقنية عدم التجزئة طريقة معقدة والتي يجب فيها أخذ عدة معطيات بعين الاعتبار. أكثر تلك المعطيات شيوعا هي التي تتضمن فعالية انتقال العينة داخل العامود. باستخدام مخمد كيميائي مبطن للزجاج حيث يثبط مواقع التفاعل في فتحة الحقن. اختيار المحل المناسب لذلك والذي يكون الجزء الممتلص أولا.يكون البرنامج الحراري منجز من اجل ضبط حرارة الفرن. ومعالجة أزمنة تحول الصمام من اجل تخفيض كل من الكمية وحجم قمة المحل إلى الحد الأدنى.
وجهات التدفقات خلال المدخل بواسطة صمام ضبط الامتلاص. مثل تلك العينات المحقونة داخل ممرات الدخول للعامود التجزئة الأخرى بين العامود وتجزئة الفرن. كما هو معروف سابقا في نموذج التجزئة في حالة اكتساب حساسية عظمى خصوصا بالنسبة للمركبات الأكثر امتلاصا والتي تكون ضرورية من اجل تحويل وضع صمام الامتلاص الخلفي لتجزئة متماثلة من 0.5 إلى 2 دقيقة خلال التحليل.
تلك الخطوات مسموحة من اجل نقل بعض المحل الزائد.تظهر الكمية الدنيا من المحل على شكل تذيل في القمة وإعاقة قمة المحل تتمثل من خلال حجب المركبات الممتلصة بجوار المحل.
الإجراءات المستخدمة من اجل وضع التدفقات المرافقة لتقنية التجزئة وعدم التجزئة
- تكون معاينة ببطء بواسطة بعض المستخدمين المبتدئين وعموما تكون مطلوبة في بعض الدراسات.
- تملك حجرات الحقن التقليدي منضمات ضبط يدوية والتي تكون منظمة لجريان التدفقات المطلوبة المنسجمة مع صناعة المقاييس بواسطة *تدفق أداة قياس إلكتروني أو مقياس تدفق أنبوبي زجاجي.
- تملك إدخال إلكتروني بشكل كامل لضبط ضغط GCs والتي لا تتطلب قياس يدوي لآي تدفق. الترحيب بالتطور من اجل العديد من المستخدمين المبتدئين.

تعرف التقنية بحقن العامود على البارد والتي تكون مخصصة لدخول العينة مباشرتا داخل العامود بدون الأبخرة.
تلك الاقتراحات تكون ملائمة من اجل العينات التي تكون متغيرة حراريا أو عرضة للتفاعل مع المركبات في حجرة الحقن. تأخرت دراسة تلك التقنية كتقنية دقيقة ودقتها من اجل العينات المقدمة للأعمدة الشعرية (1) والتي ليس لديها استخدام روتيني واسع الانتشار في ولكن تملك بعض القبول في البحث العلمي ومجالات التطوير.
يتم التحكم بتدفق العينات السائلة الداخلة إلى حجرة الحقن بواسطة اتوماتيكية بحجم ثابت. يشكل صمام العينات السائل الساخن سطح مع الكروماتوغرافيا الغازية.
وعملية حقن العينات الغازية بالمدخل تتم بواسطة سرنغ غاز محكم أو بواسطة آلية صمام العينات الغازي في حجم ثابت.
أدواة تقديم العينة المساعدة تتضمن أعلى رأس المحلل، أنظمة منع التسرب والاندفاق، انحلال في حرارة عالية، ووحدات مركزات ضبط الهواء. تكون تلك الأدوات سطح مع الكروماتوغرافيا الغازية في حالة انجاز مراحل حماية قبل إدخال العينة. أعلى رأس المحلل يسمح لواحد إلى مكان الصلب، سائل لزج، أو مركبات مشابهة في آلية التطويق. ويعرض المكونات للضابط الحراري، كتحرير الأبخرة العضوية في مكان محتويات الأبخرة في العبوة. يكون أعلى الغازات منتقل إلى حجرة الحقن بواسطة خط نقل ساخن من اجل منحني تحليل كروماتوغرافي لاحق. تكون أدواة الامتلاص والتسرب شائعة الاستخدام في التحليل للأبخرة العضوية في العينات المائية. حيث تذر العينات المائية مع الغاز الحامل والأبخرة تكون منقولة إلى التسرب المدمص وكالمركزة.
بعد أزمنة نوعية للمركبات والتي تكون مدمجة حراريا من المصيدة لتنتقل داخل المجرى والتي تكون مقدمة داخل حجرة الحقن من اجل التحليل.تستخدم وحدة الحل بحرارة عالية درجات حرارة من اجل المركبات ذات الوزن الجزيئي الكبير مثل البولميرات المدخلة بشكل مشابه مع درجات غليان مناسبة أكثر من اجل التحليل بواسطة الكروماتوغرافيا الغازية.بصمة الإصبع مثال نموذج في الشظايا التي تكون مستخدمة في تعيين البولميرات المنتوجة.تقدم أدواة تركيز كمية الهواء تراكيز اخفض مسموح بها بواسطة الادمصاص الحراري في أبخرة المركبات العضوية (vocs) على الهواء من قيم ppb. النظام المستخدم في قبول الطرق المختلفة لوكالة حماية البيئة من اجل التحليل الvoc.

### الأعمدة
إن الجزء الهام الثالث في الكروماتوغرافيا هو العامود، والذي يكون مسؤول عن عملية فصل المركبات في عينة المزيج. حيث إن أول أعمدة استخدمت في الكروماتوغرافيا هي الأعمدة المحشوة والتي ظهرت في عام 1951 م و1952 (2,3). أما أول أنبوب مفتوح أو عامود شعري ادخل في عام 1958 (4). ولان له مقدرة هامة من اجل الفصل عالي الكفاءة لذلك أصبح هذا العامود هو المفضل.
طبقة النفوذ لأنبوب مفتوح (PLOT) للعامود وعامود الأنبوب المفتوح ذو الجدار المطلي التقليدي.
عندما نصف العامود فإننا نأخذ الطول بالميليمتر وسماكة طبقة الطور الساكن بالميكرومتر ونوع الطور الساكن. يكون الجدار الداخلي للأنابيب الشعرية مطلية بمادة صلبة نفوذه أو مادة سائلة لزجة. يكون العامود الشعري متكون من مصهور الكوارتز سيلكاجل المطلية من الخارج بالبولي أميد والذي يؤمن لها الحماية. إن أكثر أنصاف الأقطار الداخلية شيوعا يتراوح طولها من 0.05 وحتى 0.53مم، وطول الأعمدة من 10 حتى 100م، وسماكة الطور الساكن المغطي للأنبوب من 0.05 وحتى 3 ميكرومتر.
تستخدم بعض التجارب الكروماتوغرافيا الأعمدة الشعرية حيث يقوم بالفصل المطلوب. على كل حال العديد من طرق الضبط الدستورية (مثل تلك الموجهة بواسطة الEPA أو إدارة الأدوية والطعام) وربما في حالات خاصة تستخدم الأعمدة المحشوة. وأيضا يوجد استخدام مستمر أخر للأعمدة المحشوة من اجل تحليل الغازات الخاملة لان أجزاء العامود PLOT البديل تكون اقل تكلفة.
عند وصف العامود فانه يعبر عن الطول بالقدم أو المتر والقطر بالا نش أو المليمتر، وتركيز الطور الساكن السائل بالنسبة المئوية لأنواع الأطوار السائلة، وحجم ونوع الصلب الحامل. تتكون الأعمدة المحشوة من مادة محملة نفوذة محشوة في معدن أو أنبوب زجاجي من اجل الكروماتوغرافيا الصلبة الغازية., أو سائل لزج مغطى من الخارج بمادة صلبة محملة داخل العامود من اجل الكروماتوغرافيا السائلة الغازية.
يوجد أنواع متعددة من الأطوار الساكنة
التي نختارها في الأعمدة المحشوة، ويكون تحديد الطور المناسب عملية مملة، لان قدرة الفصل للأعمدة الشعرية تكون أفضل. أن عملية اختيار العامود هي عملية بسيطة من عدة أعوام مضت. نستطيع تحديد العامود المناسب بواسطة التطبيقات المشار إليها في الكروماتوغرافيا الرئيسية المزودة بكتالوج.
تلك خصوصيات كل القياسات الوثيقة الصلة بالموضوع المحتاج إليها من اجل التركيب والتحليل للحموض العضوية الحرة في الماء.
الشروط البدائية للعامود:-
من اجل تطبيقات أفضل للعامود بواسطة الإشارة لملاحظات تلك التطبيقات. إذا كانت سرعة التطبيق المطلوب غير متاحة فالتقنية تساعد الكيميائي على دمجها مع الكروماتوغرافيا.
- كلما كان نصف قطر العامود اصغر فان إمكانية الفصل تكون أكبر. واحد من الأعمدة المختارة عموما حوالي 0.2مم أو اصغر في التحاليل من اجل التراكيز الصغيرة أو فصل المزائج الحاوية على 50 مركب أو أكثر.
- يتعلق تحديد الطور الساكن بنوع المركبات المحقونة في مزيج العينة.
- يعتمد الاختيار الأول للطور الساكن على الاختلاف في الانتقائية للمركبات في مزيج العينة.

يمكن إن تكون العينات المتناظرة مستخدمة في شرح ظاهرة الفصل في العامود. ينبغي أن يكون التصور الأول لعامود ذو فتحة أنبوب كبيرة مع طور ساكن مطلي من الخارج بطبقة تشبه الشوكولا ملتحمة مع سطوح خاملة للعامود، تلك الاختيارات تكون موجودة في المزائج. أحداها لايرتبط بالطبقة الشوكولاتية (المركب A) , وإحداها الأخر يكون له ارتباط متوسط مع الطبقة الشوكولاتية (المركب B) , والأخر يرتبط بالطبقة (المركب C). إذا بدأ المزيج بالانتقال إلى أسفل العامود فان التوزيع يبدأ بالظهور وبالتالي فان المركب الذي سيخرج أولا هو A والثاني سيكون B والأخير سيكون C والذي يكون لديه ألفة أكبر من اجل الطبقة الشوكولاتية.
إن لنوع الطور الساكن وإمكانيته في التفاعل مع مركبات المزيج الأثر الواضح في عملية الفصل، إذا غيرنا الطبقة الشكولاتية التي تمثل الطلاء الخارجي للعامود باللوزيات فيفترض إن المركب C على الرغم من انه محب للشكولا يكون الأكثر حساسية للو زيات. ألا أن عند امتلاص المركبات الطلب يكون مختلف تماما، مع A وc لايمتلص وb يلي الأخير مثل خصائص الحساسية في العامود تكون متغيرة.
إن عملية انتقاء الطور الساكن من اجل الفصل المطلوب والذي يكون هام لتلك المركبات في المزيج والتي لديها اختلاف في الألفة من اجل الطور الساكن تلك تكون لها علاقة بانتقائية العامود. تلك الاختلافات في الألفة تكون الأساس في التفاعلات الفيزيوكيميائية. تعتمد الآلية الابتدائية في الكروماتوغرافيا السائلة- الغازية على الاختلاف في انحلالية المركبات في الطور الساكن السائل ويمكن استخدام فرضيات حول السلوك القطبي والاقطبي لشرح قوة تفاعل المركبات والتي تكون مسؤولة عن التوزيع في المركبات. الأطوار الساكنة السائلة الشائعة الاستخدام من اجل فصل بعض المركبات العضوية الحاوية على المتيل وبولي فنيل سيلوكسونس والأفضل من ذلك غليكوز بولي ابتلين. يعتمد الفصل في الكروماتوغرافيا الصلبة الغازية على الاختلاف في الادمصاصية على الطور الساكن والاحتفاظ بالمركبات الممتصة يكون محدود بواسطة
- (1) الطبيعة الكيميائية والبنية الهندسية للمسام في الماص.
- (2) الوزن الجزيئي للجزيئات الممتصة والشكل الهندسي والبنية الإلكترونية،
- (3) حرارة العامود
- (5) المادة الصلبة الشائعة الاستخدام في الأطوار الساكنة المد مصة من اجل الفصل في الغازات الثابتة وأبخرة المركبات الحاوية جزيئات منحلة، اكاسيد ألومينا، وبولميرات نفوذة، تلك المواد الأخيرة يمكن استخدامها في أعمدة PLOT والتي أخذت تزداد شعبيتها في العشر أعوام الأخيرة كتقنية تحسين صناعية.

يستطيع الكروماتوغرافي المبتدأ إن يجري تحاليل روتينية بسهولة مع فهم شامل لفرضية الفصل في العامود. تتضمن المسؤولية الأولى تطوير الطريقة وجعلها أكثر فعالية. يكون الفهم الرئيسي في فرضية الفصل أمر غير شائع. الاقتراحات المقروءة بواسطة التقرير L. غروب وكارين هافير المجدولة في نهاية هذا الفصل تشمل فرضية الفصل في تفصيل شامل. وينبغي الإشارة إلى تلك المراجع من اجل تفسيرات إضافية.

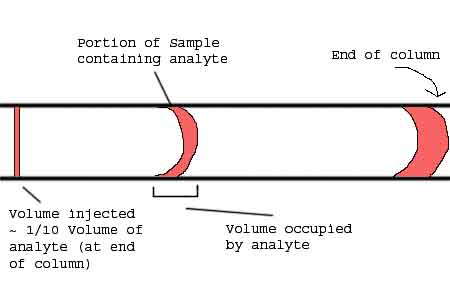
The rule of ten in gas chromatography

ويكون زمن الاحتفاظ بالدقائق مجدول بالتقرير ويكون مرفق مع الطيف. يبدأ نظام البيانات بتسجيل تغيرات إشارة الكاشف عندما تكون العينة محقونة داخل حجرة الحقن ويكون التحليل قد بدأ. لذلك المركبات تكون منفصلة ويؤثر الكاشف في زيادة الإشارة والكشف أو زمن الاحتفاظ في تلك القمة يكون مسجل. معلومات أخرى في التقرير تكون مناقشة في أخر هذا الفصل.
زمن احتفاظ المركبات ينبغي أن يكون متعلق بشروط مكونات العملية من حرارة الفرن، وتدفق العامود، استخدام المركبات المتماثلة نوعيا. ويكون التنبؤ بزمن الاحتفاظ يكون مستخدم في المركبات المتماثلة.
يرافق ازدياد التدفق قصر في زمن الاحتفاظ، وتناقص التدفق ينتج عنه زمن احتفاظ كبير. في الفصل التام ينبغي ملاحظة أن عملية التحكم بوضع التدفق أو سرعة الرسم ليست اختيارية، والتي تكون مطبقة من أجل فعالية فصل أفضل.
اقتراحات مجالات التدفق، وسرعة الرسم وكذلك أقطار الأعمدة التي تمنح فعالية أفضل، وبالتالي لابد من ضبط التدفق مع تلك المجالات من اجل انجاز عملية فصل بأقل زمن ممكن.

## الفرن
تحدد حرارة الفرن بواسطة التجريب. يوجد نمطين من التحليل الأيزوثومي (ثبات حرارة الفرن خلال التحليل), والمبرمج حراريا (تتغير حرارية خلال التحليل).
يكون التحليل الأيزوثورمي شائع الاستخدام عندما يكون الاختلاف في درجات غليان المركبات ذات درجات الغليان الأعلى والمركبات ذات درجات الغليان الأخفض حوالي 100 درجة أو اقل. والمبرمج حراريا من اجل مزيج من المركبات تتضمن مجال عريض من نقاط الغليان وبالنتيجة أزمنة قصيرة في سير التفاعل وفعالية فصل أكبر خصوصا في المركبات التي تمتلص بشكل متأخر. تؤدي زيادة حرارة الفرن إلى قصر زمن الاحتفاظ.

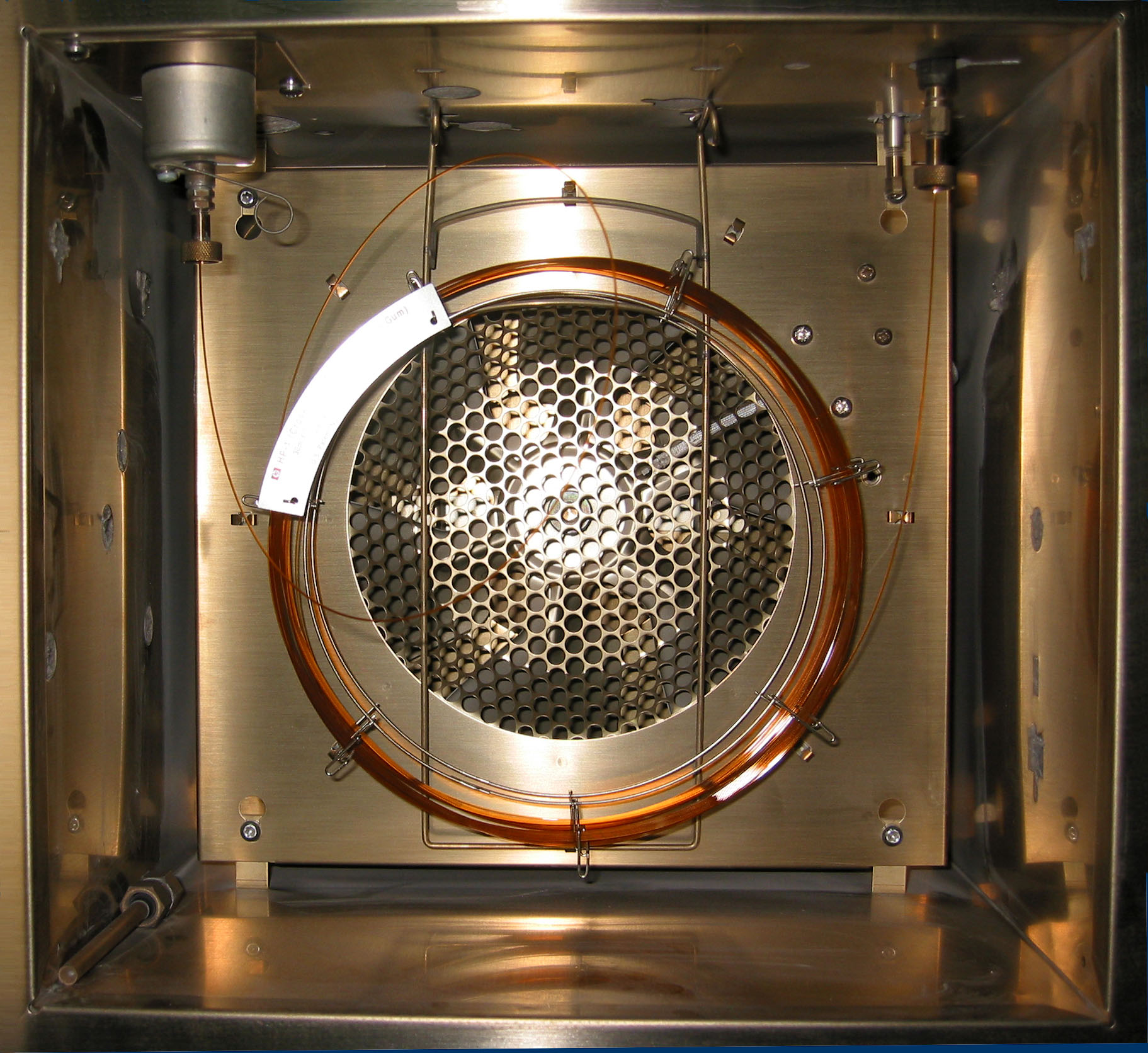
فرن الكروموتوغرافيا الغازية، يظهر العمود الشعري

لذلك لابد من تحديد درجة الحرارة المناسبة للفصل المطلوب ويكون زمن سير التفاعل بحدود متدنية. يملك الطور الساكن في العامود حد أعضم من الحرارة وعمليا حرارة الفرن تكون قريبة من تلك الحدود وفترة حياة العامود مرتبط بها.
تتطلب الأعمدة الشعرية عموما احتفاظ أقل. وهي حساسة أكثر للعينات الملوثة أو التراكم في المواد غير القابلة للتطاير في العينة أو الغاز الحامل.تكون تلك الطريقة ضرورية بشكل دوري للعامود بواسطة زيادة حرارة الفرن وبالتالي تنقل الملوثات إلى الخارج. تظهر تلك الملوثات أثر كبير في عرض القمة أو تسبب زيادة في خلفية أشارة الكاشف، ولذلك لابد من غسل العامود بعدد من الملليترات من المحل، يتعلق عمر العامود مباشرتا بطبيعة العينة وحرارة الفرن، حيث عمر العامود يكون أطول في العينات الأقل ملوثات، وكذلك درجة حرارة أكبر عمر أقصر.

### الكواشف
الجزء الهام الرابع في الكروماتوغرافيا الغازية هو الكاشف. وهو عبارة عن جهاز حساس لوجود المركبات المختلفة في الغاز الحامل ويحول تلك المعلومات إلى إشارة كهربائية. العوامل التي تؤثر في انتقاء الكاشف هي الحساسية والانتقائية. الانتقائية تعبر عن مقدرة الكاشف في تمييز والاستجابة للمركبات الداخلة، وليس كل الكواشف تستجيب لكل المركبات، أما الحساسية فتكون قيم التراكيز المكشوفة وبالتالي التغير في الاستجابة مرتبط بتغير التركيز.نحتاج إلى حساسية أفضل في كشف المركبات الداخلة في عينة المزيج، والأفضل من ذلك نعبر عن حدود كشف اقل وتراكيز اخفض من تلك المركبات. وفيما يلي أهم الكواشف المستخدمة:
1- كاشف الناقلية الحراري: TCD
بمرور الغاز الحامل فوق السلك تزداد حرارته في التحليل مسببة زيادة في المقاومة. وهو أقدم أنواع الكواشف المستخدمة في الكروماتوغرافيا الغازية على الرغم من أنها تملك قيم حساسية مثيرة فقد تحسنت خلال أعوام، ولكن مازالت تملك قيم حساسية أقل من باقي الكواشف. وتكمن أهميتها من خلال استجابتها لأي نوع من التراكيز التي تكون مختلفة باختلاف الغاز الحامل (مثال إذا كان الغاز الحامل هو الهليوم فأن حدود الكشف تصل إلى رتبة النانو غرام، أو جزء من مليون ppm).
2- مكشاف تأين اللهب: FID
ينتج عن احتراق المواد العضوية شوارد والتي تكون مجتمعة وتتحول داخل التدفق. وهو يستخدم إلى حد كبير لأنه يقدم حدود كشف منخفضة تماما (بيكو غرام أو جزء من مليون جزء من التركيز) وتستجيب لأي نوع من المركبات الهدروكربونات.
3- مكشاف التقاط الإلكترون ECD
تمرر الإلكترونات السالبة خلال الكاشف، فتأسر الإلكترونات الأقل طاقة مسببة تناقص في تيار الخلية. ويصلح بالنسبة للقيم الصغيرة جدا من المركبات الهالوجينية، مثل المبيدات تستخدم هذا الكاشف.
4- كاشف فسفرة الأزوت: NpD
تحدث مركبات الفسفور والأزوت زيادة في التيار حيث تغني اللهب بأبخرة المواد القلوية تكون تلك الكواشف مختارة من أجل تحليل المبيدات العضوية الفسفورية والمستحضرات الصيدلانية.
5- كاشف قياس الشدة الضوئية في اللهب: FDP
ينتج عن احتراق مركبات الكبريت والفسفور أجزاء مضاءة كيميائيا والتي تكون مراقبة في أتتقاء الأطوال الموجية.
6- كاشف الناقلية الكهربائية: ELCD
تمزج مركبات الهالوجينات، والكبريت، أو الأزوت مع غاز التفاعل في حجرة المزج، والناتج يكون ممزوج مع سائل مناسب والذي ينتج محلول ناقل ونراقب التغير في الناقلية.
7- كاشف التشرد الضوئي: PID
يهيج الفوتون القادم من لمبة ما فوق البنفسجي الجزيئات والشوارد. وتشكل التيار يكون مرتبط بتهيج الجزيئات. يكون هذا الكاشف مستخدم في تحليل المركبات العطرية ومركبات التشرد ب (UV).
8- كاشف انتقاء الكتلة: MSD
ينتج عند قذف الجزيئات بالإلكترونات شظايا شاردية والتي تمر داخل فلتر الكتلة ويعتمد أساس الترشيح للشوارد على نسبة (الكتلة /الشحنة). ويكون أبسط هذه الكواشف (GC-ms). قدمت التقنية تقدم نوعي في تحديد المركبات من خلال مقارنة طيف كتلة المركبات والطيف الموجود في المكتبة والذي يكون جزء من النظام.
9- كاشف مادون الأحمر: IRD
تمتص الجزيئات طاقة ما دون الأحمر وتكون التواترات مميزة لرابطة محددة في الجزيء، بالرغم من أن استخدامها لم يكون شائع. تكون تلك الكواشف مزودة بطاقة من أجل تفريق الأيزوميرات. يتضمن نظام FTIR مكتبة في طيف IR والتي تكون مستخدمة من أجل التماثل النوعي. النظام المتطور بشكل كبير هو GC-FTIR-MS ونحصل على 99% من النتائج موثوقة في التماثل.
10- كاشف الإصدار الذري: AED
يتم تنشيط الجزيئات بواسطة مصدر بلازما والفصل يتم داخل الذرات المهيجة وعندما تعود الإلكترونات إلى الحالة المستقرة تصدر ضوء والذي يكون خاص بالعنصر. ويكون هذا متعلق باختيار كاشف جديد ويقدم معلومات عنصرية حول فصل المركبات في المزيج.
العديد من أجهزة الكروماتوغرافيا الغازية تكون محددة بكاشفين وتكون مستخدمة مع بعضها في آن واحد. لذلك عملية شراء الجهاز مرتبط مع الكاشف المطلوب.

### اكتساب البيانات
الجزء الأخير الهام في الكروماتوغرافيا الغازية هو نظام كسب البيانات، وهو يستخدم لنقل الإشارة الكهربائية المتولدة بواسطة الكاشف إلى قمة في الشكل الكروماتوغرافي. مساحة القمة تمثل تراكيز المركبات. وبالتالي تركيز أكبر أشارة متولدة في الكاشف أكبر وبالتالي مساحة قمة أعرض.
الأدوات الأكثر استخداما من أجل أنشاء المنحني والتقرير تتم عن طريق المكاملة أو كمبيوتر شخصي على الرغم من أن التكامل هو الأكثر استخداما. في السنوات الأخيرة أصبح الكمبيوتر هو البديل في أجراء الحسابات والتقرير، وهو يملك أفضلية متميزة من أجل التقارير التي تتطلب تعديلات أكثر، وتلك التي تحتاج أدارة معقدة وأرشفة بيانات. يمكن معالجة البيانات أو استخدام تقرير بالاعتماد على نظام مكتبة مؤتمت.
تكون الإشارة الناتجة وصف لتلك المنطقة والحسابات أعلى يحدد نوع العامود في التقرير النقاط والتي تكون معالجة أو الحسابات من بداية القمة إلى نهايتها. فمثلا BB تشير إلى القمة التي بدايتها خط الأساس ونهايتها خط الأساس، VV تشير إلى القمة التي بدايتها في النقطة المنخفضة ونهايتها في النقطة المنخفضة.كلاسيكيا سوف نحتاج إلى شروط مثالية من أجل الفصل لذلك تلك القمم العديدة ممكن إن تكون متحللة أو مفصولة خط الأساس إلى خط الأساس. القمة الأعرض يلاحظ أنها تملك زمن تأخير أطول يصبح شكل القمة أعرض من أجل التحليل المعزول حراريا، تلك تكون شائعة الظهور وتكون متعلقة بتبدد القوى في الفصل خلال العامود. الأكثر ضيقا القمة الأعرض، والأكثر فعالية أو فصل أحد. يتعلق التركيز بالنسبة المئوية للمساحة والتي تكون ظاهرة في التقرير. وأسماء المكونات تكون ظاهرة في التقرير. معلومات أخرى وثيقة الصلة بالموضوع من أجل تلك التحاليل وهي نوع العامود المستخدم، ومعدل التدفق في العامود، وسرعة الرسم، وحرارة الفرن، ونوع الكاشف، وحجم ونوع العينة المحقونة، ونسبة التجزئة المستخدمة.

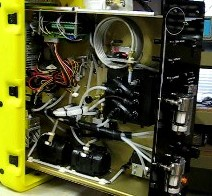
هذه الصورة اعلاه توضح المناطق الداخلية من كروماتوجرافيا الغاز المتفوقة لتقنيات GeoStrata وهو يعمل بشكل مستمر في ثلاث دورات بالدقيقة. ويستخدم صمامين للغاز لتشغيل اختبار في حلقة العينة. بعد ملء نموذج الحلقة بغاز الاختبار، يتم تبديل الصمامات تطبيق مرة أخرى الناقل ضغط الغاز إلى حلقة عينة وإجبار العينة من خلال العمود للانفصال.

### الاهمية والاستخدام
يتخذ الكيميائي إجراءات التحليل الكروماتوغرافيا الغازية وذلك من خلال التقرير والمنحني الكروماتوغرافي وذلك في امتصاص مكونات العينة في المزيج. عموما نظم الكروماتوغرافيا الغازية تكون متماثلة وتوضع من أجل التحاليل الروتينية الأساسية. التحكم الدقيق بنوع العينات أو من أجل بحث التحاليل الأساسية غير الروتينية وتطوير التحليل.
يعتمد نظام الكروماتوغرافيا الغازية من أجل التحاليل الروتينية على جداول مؤتمتة ويكون ذلك مطلوبا كعامل ميكانيكي من أجل الكميات القليلة. يتضمن ذلك تعزيز حالات أعداد العينات التلقائية، حقن ذاتي، نظام البيانات المبرمجة. يستخدم نظام ال GC من اجل R وD وتطوير الطرق يكون هام من اجل الاستخدامات المتعددة.
واحد من الأسباب الهامة في استخدام الكروماتوغرافيا الغازية بشكل واسع هي المقدرة الهامة في القياس من اجل الاحتياجات الخاصة والميزانية.

## المعلومات التحليلية
- نوعي:

يمكن أن يحدد التماثل النوعي بواسطة تقنية GC-MS. في مطيافية الكتلة يجب أن تتطابق كل القمم أو أي قمة من الطيف الموجود في المكتبة المخزنة في نظام الكمبيوتر. يتضمن التقرير النهائي جداول بالتماثل الأكثر احتمالاً مثل التماثل الموجود في القمم الأساسية في المكتبة المتضمنة آلاف المركبات المدخلة. واحد من الأدوات النوعية الأكثر طاقة يكون نظام GC-FTIR-MS والذي يقدم كل من طيف IR وMS من أجل فصل المركبات.
عندما يكون كاشف مضاعف مثل FIDs وECDs تكون مستخدمة. التماثل النوعي يكون متضمن أعضم القمم. من أجل نتائج موثوقة يجب أن يوجد تطابق ما بين زمن التأخير للمركبات المعروفة مع زمن التأخير للمركبات في العينة المجهولة. تكون تلك الكواشف الأكثر استخداما عندما يكون الهدف تحليل المركبات عندما يصبح لدينا فكر جيدة عن تماثل المركبات تستخدم كقياسيات من أجل تحديد زمن الاحتفاظ. يكون من الهام أن نتذكر أن تغير حرارة الفرن أو تدفق العامود سوف يؤثر على زمن الاحتفاظ وكذلك يؤثر على الدقة في التماثل. يجب أن تكون القياسات موثوقة لنفس العملية وتكون مستخدمة عندما العياريات تكون معروفة أوغير معروفة. قبل تطور الأعمدة الشعرية وتقنية GC-MS , كل الأنظمة مرتبطة باستخدام الاحتفاظ المحسوب بفهارس تكون مستخدمة، أن حقيقة التطابق للغير معروفة في المزيج. اليوم أي شخص مهتم في تماثل المركبات الغير معروفة يعتمد على تقنية GC-MS الملائمة لزمن احتفاظ أطول.
كلما يكون لدينا مهارة أفضل في ترجمة الطيف يكون بالإمكان تمييز مركبين ممتلصين أو أكثر والفصل الكروماتوغرافي الأفضل بواسطة العامود الموجود قبل الكاشف. تكون تقنية العامودين أفضل في فصل كل المركبات التي تكون موجودة. يستخدم تحليل الفصل الثنائي عامودين مختلفين وطور ساكن مختلف القطبية، مثل ميتيل السيلكون اللاقطبي كطور ساكن، والأكثر قطبية 50% فنيل ميتيل سيلكون أو الطور الكربوكسيلي القطبي. تغير نوع الطور الساكن يمكن أن يؤثر نموذج بصمة الأصبع في القمم بواسطة تغيير حالة الأمتلاص والأفضل من ذلك زمن الاحتفاظ في المركبات، بواسطة استخدام نوعين مختلفين من الأطوار الساكنة واحد يتضمن كل تلك المركبات والتي تكون ملائمة للفصل قبل التماثل النوعي. العديد من طرق FDA والمكاملة EPA تتطلب تثبيت ثنائي العامود.
- كمي:

من أجل نتائج كمية أكثر صحة تكون إجراءات المعايرة مطلوبة. تتضمن المعايرة علاقة متبادلة بين مركبات معروفة التركيز ونتائج الإشارة المتولدة عندما تكون تلك المركبات في الكاشف. تكون المعالجة الإلكترونية مستخدمة في تحويل أشارة الكاشف إلى مساحة قمم مختلفة أو أعلى. حسابات المعايرة تكون موجودة داخل المعالج أو نظام الكمبيوتر من أجل اكتساب البيانات والتحليل. فمثلاً جداول المعايرة في نظام البيانات يعين خلال الاستخدام في تطوير الحوار. تتضمن الأجزاء الأفضل أبداع قيم أشارة المعايرة وتكون محققة بواسطة العمليات الاحقة. اولاً يجب جعل القياسات الكروماتوغرافية أقرب مايكون إلى الكمال من أجل مقلوب الفصل والتماثل في المركبات (مثل اختيار العامود، الكاشف، عملية الحقن، حرارة الفرن). يكون مزيج المركبات محضر مع كميات معروفة من الكل وفي مقلوب المركبات التي تكون موجودة. تحليل المزيج وتقرير نسبة المساحة تكون مولدة. تلك تكون مهملة في التقرير والذي يتضمن زمن احتفاظ للمركبات المكشوفة ونسبة مئوية للمساحة المحسوبة من تراكيز المركبات.
النسبة المئوية للمساحة في المركب A = (المساحة للمركب A/المساحة الكلية لجميع القمم) * 100 (8-2)
في بعض الحالات التحديد الصحيح يكون مجدول مع التراكيز لأن حساسية الكاشف وأنتقائيته الأكثر تأتيراً في تماثل المركبات. يستخدم التقرير في تحديد زمن الاحتفاظ للمركبات. تستخدم محاور المعايرة في نظام البيانات، زمن الاحتفاظ، كميات معروفة، والأسماء في المركبات تكون معروفة ويعين جدول المعايرة. يستخدم النظام كميات وتراكيز معروفة وقيم المساحة المكشوفة تحسب استجابة العوامل من أجل كل المركبات. تكون استجابة العامل تقسيم الكمية بواسطة المساحة، عند تحليل عينة تحوي كميات غير معروفة من المركبات. يضاعف نظام البيانات استجابة العامل من أجل المركبات بواسطة مساحة الكاشف من أجل التراكيز غير المعروفة والمحددة من المجاهيل.
استجابة العامل = الكمية / المساحة
الكمية غير المعروفة من المركب = مساحة القمة
- استجابة العامل

تلك تكون من المعايرات البسيطة المعروفة بطريقة العياري الخارجي. تكون طريقة الإضافات متاحة وهي تتضمن إدخال القياسات وطرائق النسبة المئوية الطبيعية.
تكون حسابات إجراءات المعايرة متعددة القيم أكثر صحة في التراكيز. يتضمن ذلك الإجراء تحضير المزيج من المركبات. يعد تمديد المزيج لكميات معروفة وإدخال المعلومات على محاور المعايرة نظام حساب البيانات لمحور المعايرة في مساحة القمم أو ارتفاعها بدلالة التركيز. أربع قيم لمعايرة مزيج تتضمن ثلاث مركبات والذي يتضمن التحليل والتحضير في أربع محلات تتضمن تقديم التراكيز الأعظم مثل المركبات التالية A,B,C
القمم في الشكل (8-8) تظهر نتائج التحليل من أجل تلك المحاليل الأربعة. نظام البيانات سوف يولد ثلاث منحنيات واحد من اجل تلك المركبات. الشكل (8-8) لذلك المعايرة بالنقطة الإشارة من اجل المركب A(يوجد قمتين اضافيتين من أجل المركبات الأخرى) والمعايرة المتعددة القيم من أجل المركب C (يوجد منحنيات أضافية من أجل المركبات المختلفة).
يقدم نظام البيانات عادتاً تقنية في اختيار طبيعة المنحني مثل نقطة إلى نقطة، أو خطي، أو غير خطي. يكون منحني المعايرة المناسب مستخدم في حساب التراكيز غير المعروفة من المركبات.تتطلب العديد من طرق المكاملة تتطلب استخدام المعايرة متعددة القيم. ينبغي أن يدرس جدياً استخدام المعايرة متعددة القيم عند قيم التراكيز الصغيرة للمركبات التي تقترب من حدود الكشف لكاشف، وعند استخدام كواشف أكثر حساسية ECDs , NPDs , FBDs والتي تملك مجال خطي محدد وديناميكي.
الشكل (8-8) قيم الإشارة والمعايرات المتعددة

## تطبيقاتها
تكون تطبيقات الكروماتوغرافيا الغازية منتشرة بشكل كبير جداً، والطريق الأسهل من قبل المبتدئين أصبح مألوف مع إمكانيات تقنية ال GC وأمثلة عن التطبيقات الكروماتوغرافيا تكون مجدولة ضمن كتالوك. يكون الشكل (8-6) نسخة من التطبيق الملاحظ في عامود التحليل الكيميائي لهيولت – باكريد والمزودة بكتالوك. تلك الأمثلة الملاحظة تظهر الطيف الكروماتوغرافي ومفتاح أدوات القياس المستخدمة. كتلوك هيولت – باكريد والكتلوك العلمي ل IFW والتقنية الموجودة في جداول والتي تشير إلى أكثر من 200 مثال للتطبيق. كتالوك البائع بصف التطبيقات بواسطة نوع التحليل.تكون الأمثلة التالية توضح بعض الاستخدامات:
- البيئة: البنزن، التولوين، أكز الين، زيت الوقود، مبيدات مكلورة، مبيدات الأعشاب، المبيدات الحشرية الفسفورية العضوية، الأمينات، العطرية، أسس طبيعية، ثنائي أكسيدات، البولميرات الهدروكربونية العطرية، الفينولات قليلة التطاير، الهواء والتربة، الماء، وأخرى متطايرة.
- أطعمة ونكهات: الشرابات، الزيوت الضرورية، اللهب، الدهون والزيوت، منتجات طبية، حموض عضوية، الستروليدات.
- منتجات كيميائية: الأغوال، الألدهيدات، الأمونيا، العطرية، الأسترات، الأيترات، غلوكزيدات، الكربونات، الكيتونات، محلات أخرى.
- الحياة العملية: مخدرات، عقاقير يسوء أستخدامها، الفورمات، الستروئيدات.
- الإجراءات الحكومية من أجل طرق الصحة والأمان: الغوال، العطرية، الأسترات، الكيتونات.
- البترول: الهدروكربونات العاليا والغازات، غازولين، المنتجات البترولية الثقيلة والشمع.

## المشاكل
- التكلفة:تكلفة أجزاء الكروماتوغرافيا الغازية تتراوح مابين 5000 إلى 600000 دولار، أشارة الحاقن الأبسط وحدة كشف والتي تعالج إلكترونياً يمكن أن تكون حوالي $K10. التكلفة تزداد بإضافة حاقن ومزايا الكاشف ونظام الأتمتة. وتزداد التكلفة بسرعة كبيرة من 70 إلى 100$K عند إضافة الكاشف المنتقي للكتلة ونظام بيانات مؤتمت. التكلفة في الأعمدة الشعرية تتراوح من 300 إلى 1000 $. أعدادات مستنفذة تكون تحت 100 $.
- المستويات المطلوبة من التدريب:العمليات الروتينية في النظام الكروماتوغرافيا الأبسط بمكن إن يقوم بها أي شخص بعد التقدم في جلسة التدريب خلال يوم أو يومين. ذلك المألوف لدى تدرب العديد من الناس مع ثقافة أقل في المدارس الأعلى. في العمليات الروتينية في ال HP5890 العملية في النظام الأكثر تعقيداً والذي يستخدم كاشف أكثر تطوراً ونظام كمبيوتر لاكتساب البيانات يتطلب إلى حد كبير تدرب أكبر ويعتمد على مستوى الخلفية من العامل (تلك مع بعض خلفيات الكليات الكيميائية عموماً العملية الرئيسية في ذلك النظام أكثر سهولة). من أجل فهم المبدأ الأساسي في الإضافات إلى الإجراءات العملية بعض المبتدئين يتطلب أسبوع من التدريب.

أدوات تحري الخلل وإصلاحه وطرق تطوير مهامه تكون مقاسه خلال التجربة والأفضل من ذلك خلال التدريب. يصنف التدريب في كل مستويات التجربة. في تحديد الموقع خلالها في كل من الولايات المتحدة، وكندا.
- الخدمة والصيانة:

تكون درجة الصيانة والخدمة المطلوبة متعلقة بالتعقيد بالنظام. معظم الأنظمة تتطلب فحص روتيني وأساليب تنضيف حجرة الحقن والكاشف. يعتمد التواتر في الصيانة على نظافة العينة والتواتر في تحليل العينة. العديد من نظم ال GCs لديها ميزة التبخر لتساعد في مشاكل التطابق.

## وصلات خارجية
- Gas Chromatography على مشروع الدليل المفتوح